# Iván Marín
Jorge Iván Marín Gómez (Dosquebradas, 19 de marzo de 1980), más conocido como Iván Marín, es un comediante, actor, guionista y presentador de televisión colombiano, reconocido principalmente por haber integrado el elenco del programa de televisión Los comediantes de la noche y por protagonizar las películas ¿Usted no sabe quién soy yo? (2016) y Feo pero sabroso (2019), al igual que el espacio de comedia en YouTube Los de la Culpa.

## Trayectoria actoral
Iván Marín nació en la ciudad de Dosquebradas, Risaralda. En sus inicios, trabajó haciendo comedia y cuentería, dándose a conocer tras ganar "Safari", un reality radial que le permitió ser integrante del espacio juvenil Zoológico de la mañana en la emisora Superestación 88.9 como locutor y libretista entre 2003 y 2004.
Al finalizar esta etapa, destacó como libretista en programas como La vaca que ríe, La Banda Francotiradores y el espacio radial El Manicomio de Vargas Vil en televisión y La Luciérnaga y La Zaranda en radio. A finales de 2.007 estrenó su Stand-Up "Por qué Carajos" y su éxito, le llevó a  estrenar "Gózatelo Planchando", logrando reconocimiento nacional al integrar el elenco del programa de Stand Up Comedy Los comediantes de la noche del Canal RCN durante sus cinco temporadas. También para RCN ofició como reportero en el programa de variedades Muy buenos días y como asesor de contenidos humorísticos.
En el canal Comedy Central participó en los programas Stand Up sin fronteras (2013) y Stand Up invasión Colombia (2015). Se desempeñó como libretista del programa La Sopa Colombia, de canal E! Entertainment. Como actor integró el reparto principal de los largometrajes ¿Usted no sabe quién soy yo? (2016) y Si saben cómo me pongo ¿pa' qué me invitan? (2018), y protagonizó la película Feo pero sabroso junto a Lina Cardona (2019).
Entre sus presentaciones de Stand Up Comedy destacan producciones como ¿Por qué carajos?, Gózatelo Planchando, Mañana no hay clase y Con todos los poderes. Como humorista se ha presentado en una gran cantidad de eventos a nivel nacional e internacional, como el Festival Internacional del Humor, el programa ecuatoriano Los capos de la risa y el Festival Iberoamericano de Teatro, entre otros. En 2014 presentó una conferencia motivacional llamada El humor de mi vida, donde relató su experiencia de vida y cómo logró hacer una carrera en el mundo del entretenimiento.
Conocido por ser un fanático de los cómics, Warner Bros. lo seleccionó para dar voz a Batman y su alter ego, Bruce Wayne en un doblaje especial para Colombia de The Lego Batman Movie, junto a su amigo y colega Alejandro Riaño como El Guasón, gracias a lo cual también ha hecho parte de eventos como la convención virtual "DC Fandome" en el año 2020.

## Filmografía destacada

### Cine
- 2016 - ¿Usted no sabe quién soy yo?
- 2017 - El show de Cejas Pobladas
- 2017 - ¿Usted no sabe quién soy yo? 2
- 2018 - Si saben cómo me pongo ¿pa' qué me invitan?
- 2019 - El que se enamora pierde
- 2019 - Feo pero sabroso
- 2019 - Dedicada a mi ex
- 2021 - No me echen ese muerto[13]
- 2023 - La sexóloga[14]

### Televisión
- 2003 - La vaca que ríe
- 2006 - El manicomio de Vargas Vil
- 2008 - La trinchera
- 2007 - Comediantes clan
- 2010-2016 - Los comediantes de la noche
- 2011 - Democrazy
- 2011 - Muy buenos días
- 2013 - Nuestra semana, nuestra tele
- 2013 - Stand Up sin fronteras
- 2013 - Los capos de la risa
- 2015 - Stand Up Colombia
- 2016 - 5 minutitos más
- 2017-2018 - La Culpa es de Llorente
- 2021-2022 - Última hora[15][16]
- 2021-2022 - ¿Quién es la máscara?[17]

### Teatro y Stand Up Comedy
- 2010 - Gózatelo planchando
- 2010 - ¿Por qué carajos?
- 2011 - Mañana no hay clase
- 2011 - La santa comedia
- 2013 - Échale ganas
- 2013 - Con todos los poderes
- 2014 - El humor de mi vida
- 2015 - Ciberdependientes, lo que el móvil nos quitó
- 2015 - El remedio es mi vecino
- 2015 - Comerte a versos
- 2018 - Mis aguinaldos
- 2022 - Los de la Culpa

## Vida personal
Iván es coleccionista y fanático de Batman, además de ser seguidor del club de fútbol Atlético Nacional. En la actualidad reside en Bogotá junto a su esposa y sus dos hijos.